# Premusia hirtissima
Premusia hirtissima là một loài bướm đêm trong họ Noctuidae.